# Marieke Blase
Marieke Blase (* 6. Januar 1994) ist eine ehemalige deutsche
Handballspielerin.

## Karriere
Marieke Blase spielte von 1998 bis 2007 beim TV Hude und anschließend bei BV Garrel.
Ab 2009 stand die 1,79 Meter große Rückraumspielerin beim
deutschen Bundesligisten Thüringer HC unter Vertrag, mit dem sie 2014, 2015 und 2016 die deutsche Meisterschaft sowie 2013 den
DHB-Pokal gewann. Weiters unterstützte sie ab 2014 den deutschen Zweitligisten
SG 09 Kirchhof. Ab der Saison 2016/17 stand sie beim Bundesligisten HSG Bad Wildungen unter Vertrag. Im Sommer 2023 beendete sie ihre Karriere.
Blase gehörte zum Kader der deutschen Jugend/Juniorinnen-Nationalmannschaft, für die sie 18 Spiele bestritt.

## Sportliche Erfolge
- 2009 Allstarteam DHB Sichtung
- 2010 7. Platz Schulweltmeisterschaft
- 2010 Sieger JtfO (Jugend trainiert für Olympia)
- 2011 Bronzemedaille DM B-Jugend
- 2012 4. Platz "European Open W-18"
- 2014 4. Platz bei der WM U20
- Deutsche Meisterschaft 2014, 2015, 2016
- DHB-Pokal 2013